# Quantendarwinismus
Der Quantendarwinismus ist eine Hypothese, die eine auf darwinscher Selektion basierende Entstehung der klassischen Welt aus der Quantenwelt beschreibt. Sie wurde von Wojciech Zurek und einer Forschergruppe, zu deren Mitgliedern Ollivier, Poulin, Paz und Blume-Kohout gehören, gemeinsam vorgeschlagen, geht in ihrer Entwicklung aber auf die Vernetzung einiger Forschungsgebiete zurück, die von Zurek vorgenommen wurde. Folgende Aspekte sind die tragenden:
- die von Darwin als allgemeingültiger Algorithmus formulierte Evolutionstheorie
- die sogenannten Pointerzustände (pointer states)[1], die in ihrer Umgebung robust sind (nicht verschmieren) und sich in Form u. a. ihres Gehalts an Information aus der Quanten- in die Welt der klassischen Physik vererben[2]
- die Theorien der Dekohärenz
- und der einselection („environment-induced superselection“), in der die Umwelt als Faktor gilt, der einen selektiven Druck auf die integralen Zustände ausübt.
- Letztere Theorie erfährt durch die Annahme, dass es zwischen einem Quantensystem und den umgebenden Faktoren im Augenblick der Dekohärenz zu einem einer Beobachtung (Wahrnehmung; Messung) ähnlichen Vorgang komme, eine 'psychologische' Ergänzung: „Die Umgebung als Zeuge“.

Zurek betreibt seine diesbezüglichen Forschungen seit ca. 44 Jahren.

## Auswirkungen
Ähnlich wie Zureks Theorie der envariance (von „entanglement-assisted invariance“, also der durch Quantenverschränkung gestützten Invarianz), erklärt der Quantendarwinismus, wie die klassische Welt aus der Quantenwelt entsteht und bietet mögliche Lösungen für das sog. Messproblem, dessen Interpretation philosophisch die größte Herausforderung auf dem Gebiet der Quantentheorie darstellt. Dieses Problem kommt dadurch zustande, dass der Vektor des Quantenzustands (die Quelle aller Informationen über ein Quantensystem) sich gemäß der Schrödingergleichung zu einer linearen Superposition entwickelt. Damit sind einander überlagernde Zustände wie z. B. „Schrödingers zugleich lebend-tote Katze“ gemeint – Situationen, die es in unserer klassischen Welt nicht gibt, weil sie sich gegenseitig ausschließen und daher nicht beide zur selben Zeit feststellbar sind. Dies gilt insbesondere für den Teilchen-Welle-Dualismus, dessen Superposition (von Ort und Impuls) Schrödinger in der Unschärfe-Beziehung mathematisch formulierte (eine sog. Wahrscheinlichkeitswelle). Verschiedene hochrangige Quantenphysiker erklären dieses Problem häufig dadurch für gelöst (oder nicht existent), dass sie annehmen, die sich überlagernden Zustände werden infolge des Messaktes zu jeweils einem von ihnen transformiert: die definitiv gemessene Katze ist entweder tot, oder lebendig; entweder wurde der Ort exakt gemessen (die statisch-räumliche Länge der Wahrscheinlichkeitswelle), oder der Impuls (der dynamisch-zeitliche Aspekt bzw. der der Energie, welcher sich aus der Wellen-Frequenz ergibt).
Der physikalische Charakter des Übergangs von der Superposition der Zustände zum eindeutigen klassischen Zustand wird in der heutigen Quantentheorie normalerweise also nicht erklärt, sondern wie ein Axiom behandelt; zuvor war er Grundlage für die um Vollständigkeit der Quantentheorie ringende Auseinandersetzung zwischen Niels Bohr und Albert Einstein – wahrscheinlich die berühmteste in der Physikgeschichte.
Der Quantendarwinismus beschreibt den Übergang jedes denkbaren Quantensystems mit seinem riesigen Potenzial an Variationen zu der sehr eingeschränkten Menge an Pointerzuständen als einen sogenannt einselectiven Prozess. Dabei reagiert das betreffende Quantensystem auf eine sich an seine Umwelt anpassende Weise. Alle Quantenwechselwirkungen, typischerweise mit dem im Kosmos allgegenwärtigen Photonenmeer, jedoch auch z. B. einer Messapparatur, münden in eine Quantendekohärenz oder Manifestierung des Quantensystems in einer bestimmten Basis von Eigenzuständen, die vom Charakter der Wechselwirkung, an der das Quantensystem beteiligt ist, bedingt sind.
Dies ist u. a. der Fall bei der von Richard Feynman zu Beginn einer seiner berühmten Vorlesungsreihen beschriebenen Photonen-Wechselwirkung mit Glasscheiben: In QED – Die seltsame Theorie des Lichts und der Materie zeigt der Autor, wie alle Photonen jeweils für sich in völlig unberechenbarer Weise reagieren – sie durchdringen das Glas wie ungehindert, reflektieren genau senkrecht zurück, im zur Glasfläche parallelen Winkel usw. Statistisch verrechnet aber ergibt sich aus der Summe aller Messbefunde das klassisch physikalische Naturgesetz „Einfallswinkel = Ausfallswinkel“, somit einer der Pointerzustände, von denen hier die Rede ist.
Zurek und seine Mitarbeiter haben nun gezeigt, dass die Pointerzustände bevorzugte Ergebnisse der Dekohärenzvorgänge sind und den klassischen Zuständen zugrunde liegen. Auf diese Weise werden die Pointerzustände zum Fundament der klassischen Realität, welche eine weitere Evolution erfährt.
Insofern jedes Quantensystem aus mehr oder minder redundanten Variationen der sich letztlich herausselektierenden Pointerzustände besteht und diese Informationen darstellen, fasst Zurek die Umwelt als eine Ansammlung von Beobachtern auf, die sich mit dem zurück beobachtenden Quantensystem im Augenblick der Dekohärierung auf einen Pointerzustand einigen (ihn gegenüber allen restlichen Varianten bevorzugen).
Dieser Aspekt der einselection, bei dem der Autor die Umgebung als „Zeuge“ bezeichnet (Environment as Witness) führt also eine Art psychologisches Moment in die Physik ein. Die Berechtigung solcher Maßnahme ist philosophisch umstritten (s. u.), jedoch ebenso interessant, dass die klassische Quantenphysik grundsätzlich auf den Versuch einer Erklärung verzichtet, warum sich miteinander wechselwirkende Quantensysteme auf eine Weise verhalten, dass im Ergebnis unser Kosmos dabei herauskommen kann: Sterne, Planeten, explizit denkende Wesen.

## Die Bedeutung des Darwinismus
Die Hypothese des Quantendarwinismus impliziert die Annahme eines selektiv wirkenden, universell allem Geschehen zugrunde liegenden Mechanismus oder eben 'Geistes', der unsere klassische Realität erzeugt. Wie zahlreiche Wissenschaftler verdeutlicht haben, führt jede Art von natürlicher Selektion zu Entwicklung (Evolution), in dem Sinne, dass sich aus einer Menge früherer Zustände ein bestimmter neuer zu konsolidieren beginnt, der sich neben seinen 'Vorfahren' behaupten oder sie auch ablösen (verdrängen) kann. Eine Besonderheit der Theorie Darwins ist nun, dass er sie – wegen der logisch angenommenen Herkunft ihres hypothetischen Ur-Einzellers aus dem Reich der unbelebten Materie – nicht auf die Biologie beschränkt konzipierte. Um dem Anspruch gerecht zu werden, die Entstehung der 'lebendigen' Materie aus der 'toten' erklären zu können, formulierte Darwin die Grundregeln seiner Evolutionstheorie in Gestalt eines allgemeingültigen, dreistufigen Algorithmus:
1. Der Umstand, dass beliebige Systeme Träger von „Eigenschaften“ sind – Informationen verkörpern.
2. Vererbung bzw. Reproduktion – die Fähigkeit zur Herstellung von „Kopien“ (redundante Information).
3. Variabilität – die Erzeugung abweichender Informationen. Solche Unterschiede ('Kopierfehler') zwischen den ansonsten ererbten bzw. kopierten Eigenschaften führen zu verschiedenen Graden von Anpassung an die Umwelt („Fitness“), was also die Fähigkeit, zu überleben und sich seinerseits zu kopieren, mindert oder steigert.

Der Quantendarwinismus scheint diese dreistufige Verhaltens- oder Denk-Anweisung korrekt zu integrieren, seine Bezeichnung insofern treffend gewählt:
1. Jedes Quantensystem repräsentiert potenziell unendlich viele, stärker oder schwächer voneinander abweichende Informationen (mögliche Wirklichkeiten).
2. Die infolge der Dekohärenz Wirklichkeit gewordenen Pointerzustände sind reproduzierbar (die Information kann sich kopieren, an nachfolgende Zustände vererben).
3. Sukzessive Wechselwirkungen zwischen Pointerzuständen und ihrer Umwelt zeigen, dass der informative Gehalt ersterer gegenüber dem letzterer besonders stabil ist, daher eher „überlebt“ und sich weiterentwickelt (durch neuerlich hinzukommende Varianten) als die zahllosen anderen Optionen eines Quantensystems.

Alternativ: Chaotisch scheinende Systeme – etwa Superpositionen – haben die Tendenz, sich in klassische Systeme zu konvertieren, deren Güte in ihrer besonderen Robustheit gegenüber angreifenden Faktoren besteht und die zusätzlich gekennzeichnet sind von energetischer Effizienz sowie Schönheit (vgl. Der goldene Schnitt – die irrationalste aller Zahlen von F. Freistetter.)
Aus dieser Perspektive bieten Zurek und Mitarbeiter eine darwinistische Erklärung zur Herkunft unserer makroskopischen Realität aus der Quantenwelt.

## Philosophischer Hintergrund
Es ist vielleicht überraschend, dass gemäß einer wissenschaftlichen Hypothese ein und derselbe Vorgang die Entstehung des menschlichen Bewusstseins und seiner Kulturleistungen aus der Biologie und dieser aus der rätselhaften Quantenrealität ermöglichen soll, wenngleich Darwins und Zureks Standpunkte in einem philosophisch betrachtet wesentlichen Detail divergieren: Die Evolutionstheorie verkörpert durch das Prinzip Zufall, das Darwin dem sodann der natürlichen Selektion ausgesetzten Mutationsphänomen zugrund legt, ein typisch mechanizistisches Konzept (wie die klassische Quantenphysik), Zureks Quantendarwinismus hingegen – durch die Befähigung zur zugleich Einfluss nehmenden Beobachtung, die er den Quantensystemen wechselseitig zuschreibt – einen Standpunkt, der unter Umständen unzulässiger Weise das geistige Prinzip in die Dinge hineinprojiziert. Vgl. auch Anthropomorphismus, Teleologie, Panpsychismus und Kants Teilhabe am Pantheismusstreit.

## Originalarbeiten und Belege
- W. Zurek, Quantum Darwinism, Nature Physics 5 (2009) S. 181–188 (doi:10.1038/nphys1202). Arxiv
- R. Blume-Kohout, W. H. Zurek, Quantum Darwinism: Entanglement, branches, and the emergent classicality of redundantly stored quantum information, Phys. Rev. A 73, 062310 (2006). arxiv:quant-ph/0505031.
- Zurek Quantum Darwinism and Envariance, 2003, arxiv:quant-ph/0308163.
- Ollivier, Poulin, Zurek Environment as a Witness: Selective Proliferation of Information and Emergence of Objectivity in a Quantum Universe, 2004, arxiv:quant-ph/0408125
- Zurek Probabilities from entanglement, Born’s rule vom envariance, 2004, arxiv:quant-ph/0405161
- Zurek Decoherence and the Transition from Quantum to Classical—Revisited, Los Alamos Science 2002, Update seines Aufsatzes zur Dekohärenz in Physics Today 1991, arxiv:quant-ph/0306072
- Zurek Relative States and the Environment: Einselection, Envariance, Quantum Darwinism, and the Existential Interpretation, 2007, arxiv:0707.2832
- Quantum Darwinism on arxiv.org